# Jean Côté
 (mai 2016).
Si vous disposez d'ouvrages ou d'articles de référence ou si vous connaissez des sites web de qualité traitant du thème abordé ici, merci de compléter l'article en donnant les références utiles à sa vérifiabilité et en les liant à la section « Notes et références ».
Jean Côté (né le 29 octobre 1927 et mort le 11 février 2009) est un journaliste, écrivain, poète et biographe québécois.  

## Biographie
Auteur de 150 livres, de centaines de poèmes et de milliers de reportages, Jean Côté a été un auteur prolifique. Il a écrit des ouvrages de fiction (romans et romans policiers), des recueils de poèmes et des biographies. Plusieurs de ses publications portant notamment sur le bronzage, le sirop d'érable, la sexualité, la séduction, le voyage (guides touristiques) relèvent de la littérature « alimentaire ». La plupart de ses livres ont été édités dans des collections populaires (notamment aux éditions Québécor) ou à compte d'auteur.  
Il a cofondé, avec son ami le journaliste André Lecompte, l'agence de presse Telbec.
Par ailleurs, il a défendu toute sa vie l'idée de l'indépendance du Québec, notamment au sein des mensuels Point de mire et Ici Québec, qu'il avait fondés et financés. Il a été ami et supporteur loyal de Marcel Chaput, leader indépendantiste. Avec ce dernier, il se voua à la création d'une République québécoise française, revendiquant des valeurs de son héritage chrétien.
Il était un collaborateur et un grand ami de Pierre Péladeau depuis les débuts de Québecor.

## Critique
Jean-François Nadeau écrivait en 2007 dans Le Devoir que les biographies de Jean Côté étaient de médiocre qualité, pleines d'inexactitudes, d'erreurs et de jugements arbitraires. À propos de son Adrien Arcand, une grande figure de notre temps (Éd. Pan-Am, 1994), Nadeau parle d'une « hagiographie truffée d'erreurs » et rappelle que « le livre professait tellement de jugements abracadabrants qu'il fut retiré des étagères de certaines librairies devant le tollé qu'il souleva ». Bien entendu, ce n'est là qu'une opinion de monsieur Nadeau. Cela demanderait une étude plus fouillée et de véritables preuves.

## Publications

### Romans
- Le Parfum de la terreur, éditions Québécor, 1995, 182 p.  (ISBN 2-89089-685-4)
- Kannata, éditions Québécor, 1995, 233 p.  (ISBN 2-7640-0028-6)
- Les Chemins qui marchent, éditions EP, 1994.  (ISBN 2-921650-00-2)
- Deux meurtres pour le même prix, éditions Québécor, 1994, 223 p.  (ISBN 2-89089-670-6)
- De l'autre côté du pont, éditions Priorités, 1984, 174 p.
- Échec au président, éditions Point de mire, 1974, 224p.

### Biographies/Témoignages
- Gilles Rhéaume : baroudeur de l'indépendance, éditions Québécor, 2007, 302 p.  (ISBN 978-2-7640-1171-3)
- Alexandre Poce, messager de l'espoir, éditions Québécor, 2005, 215 p.  (ISBN 2-7640-0814-7)
- Le Vrai Visage de Pierre Péladeau, éditions Stanké, 2003, 242 p.  (ISBN 2-7604-0881-7)
- Adrien Arcand. Une grande figure de notre temps, Montréal éditions Pan-Am, "Histoire et tradition", 1994
- Prophète parmi les Hommes, Père Jean de la Trinité, Montréal, éditions Pro Manuscripto, 1991
- Jean-Marc Brunet : La force et la santé, éditions de Mortagne, 1982, 414 p.  (ISBN 2-89074-046-3)
- Jacques Gagnon, un grand de chez nous, Fédération des caisses d'entraide économique du Québec, [1980?], 187 p.
- Marcel Chaput, pionnier de l'indépendance, éditions Québécor, 1979, 169 p.  (ISBN 2890890112)